# 金目

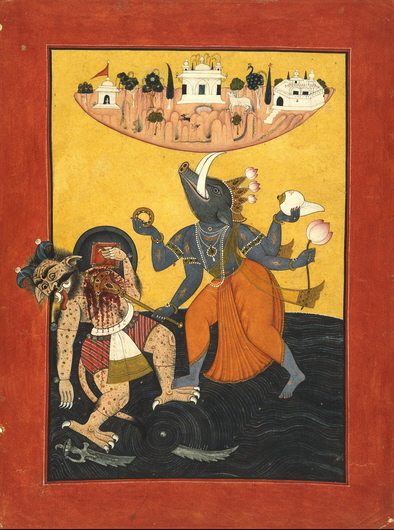
左邊是金目，右邊是筏羅訶

金目（梵语：हिरण्‍याक्ष，hiraṇyākṣa，或译为金轮）印度教神话中的一个阿修罗，与其兄金床都是大魔王，双双被毗湿奴大神消灭。
薄伽梵往世书说，金床与金目本来是守卫毗湿奴天宫毗恭的门卫，因触怒永童、古昔、常在、有喜四大仙人而遭诅咒，要被贬到凡间。两人投胎到生主迦叶波之妻底提的子宫里，以阿修罗的身份转生。
金床与金目在人间到处作恶，无法无天，金目竟将大地拖入海底。毗湿奴为拯救世界，化身为野豬（筏罗诃）将大地从海中拱起，又与金目战斗了一千年，终于将之消灭。

## 资料来源
- 《薄伽梵往世书》
- Dictionary of Hindu Lore and Legend，Anna Dhallapiccola，ISBN 0-500-51088-1